# Chrysopa virgata
Chrysopa virgata is een insect uit de familie van de gaasvliegen (Chrysopidae), die tot de orde netvleugeligen (Neuroptera) behoort. 
Chrysopa virgata is voor het eerst wetenschappelijk beschreven door Handschin in 1935.